# Fenech Soler
Fenech Soler er en Pop/Technogruppe fra Storbritannien.
| Musikgruppe | Spire Denne artikel om en britisk musikgruppe er en spire som bør udbygges. Du er velkommen til at hjælpe Wikipedia ved at udvide den. |